# Nizina Chińska

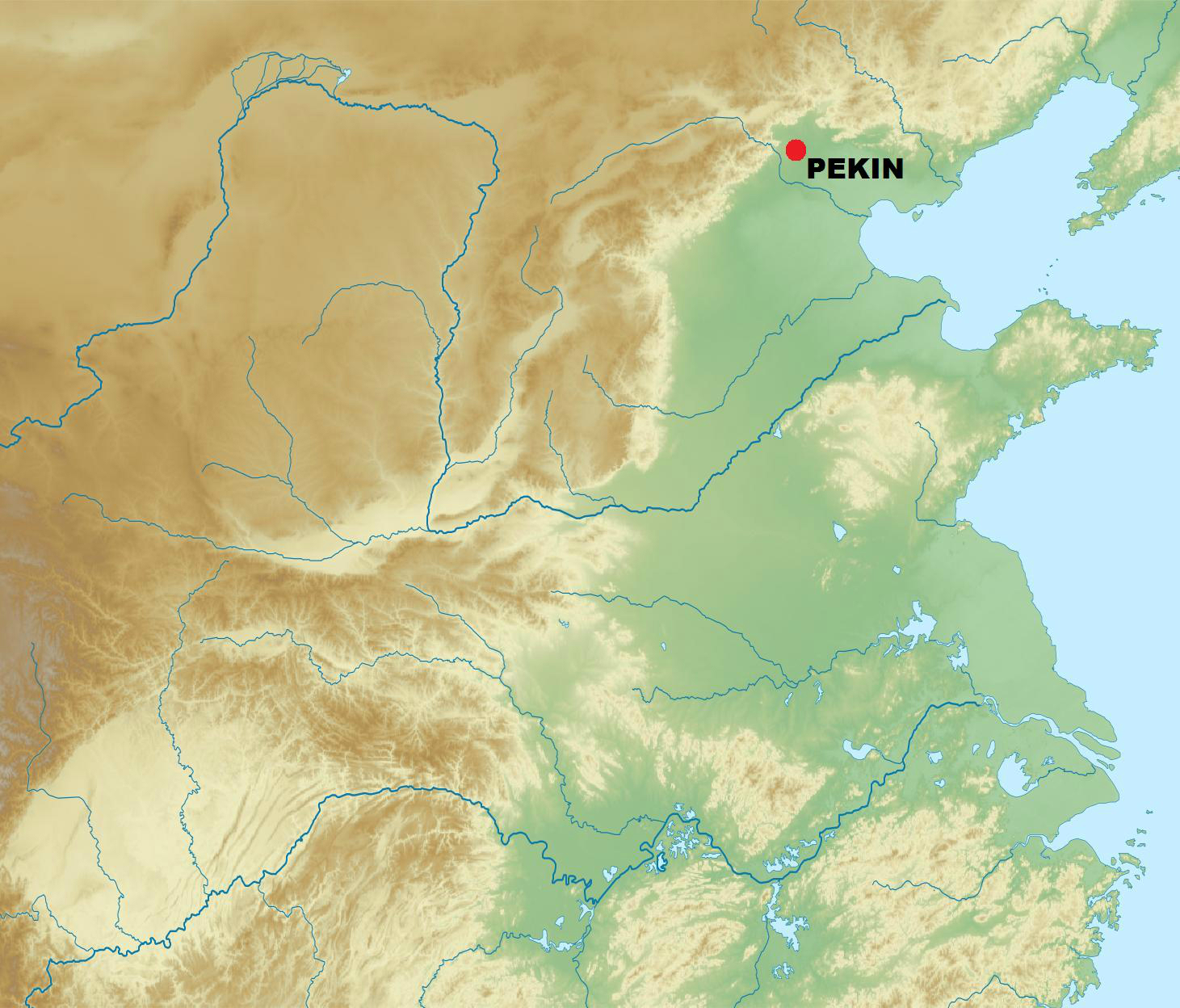
Nizina Chińska

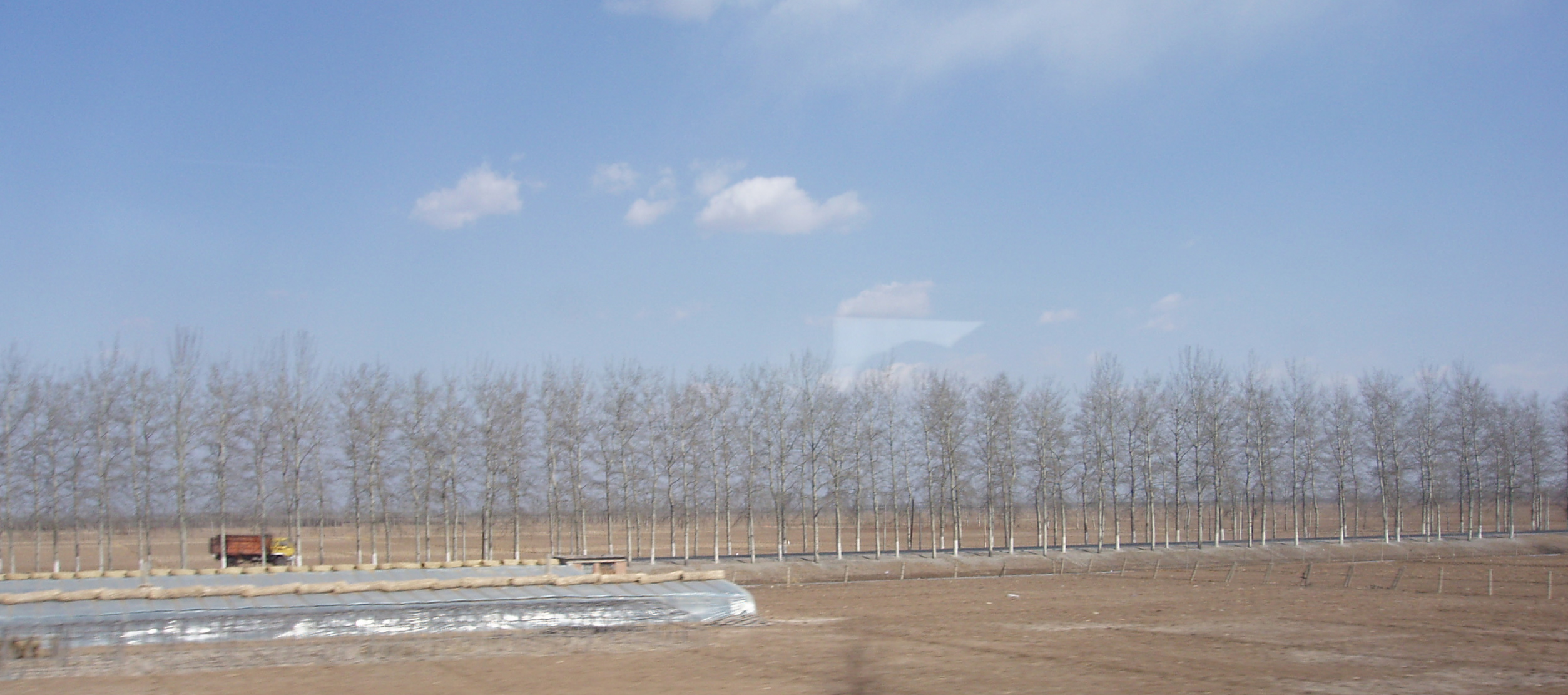
Nizina Chińska zimą

Nizina Chińska, Wielka Nizina Chińska, Nizina Północnochińska (chiń. upr. 华北平原; chiń. trad. 華北平原; pinyin Huáběi Píngyuán) – nizina położona we wschodnich Chinach, sięgająca wybrzeży Morza Żółtego i Wschodniochińskiego. Zajmuje powierzchnię około 300 tys. km². Sąsiaduje od zachodu z rozległymi obszarami górzysto-wyżynnymi, które otaczają ją od północy i koło miasta Qinhuangdao dochodzą niemal do samego morza. W tym miejscu wąski pas niziny nadmorskiej łączy Nizinę Chińską z Niziną Mandżurską. Na północnej krawędzi niziny jest położony Pekin, stolica Chin.
Nizina Chińska rozwinęła się w obrębie zapadliska prekambryjskiej platformy chińskiej. Pokrywę platformową stanowią okruchowe i węglanowe skały paleozoiku, mezozoiku i kenozoiku z przewarstwieniami i grubszymi seriami skał wulkanicznych. Najmłodszą, kilkusetmetrową serię osadów tworzą aluwia rzeczne, głównie plejstoceńskie i holoceńskie, pochodzące z rozmywania utworów Wyżyny Lessowej. Nizina Chińska została uformowana w dużym stopniu wskutek działalności akumulacyjnej rzeki Huang He, zmieniającej wielokrotnie kierunek swojego biegu. Oprócz osadów aluwialnych w wielu miejscach znajdują się warstwy nawianego lessu. Nizina na przeważającym obszarze nie wznosi się powyżej 50 m n.p.m., a jej powierzchnia jest równinna, monotonna, z niewielkimi deniwelacjami.
Na nizinie panuje monsunowa odmiana klimatu umiarkowanego ciepłego, kontynentalnego, a w części południowej pośredniego między morskim a kontynentalnym. Występuje gęsta sieć rzeczna. Wzdłuż rzek ciągną się miejscami rozległe rozlewiska o zmiennym zasięgu, zależnym od pory roku. Specyficzne warunki wodne i glebowe Niziny Chińskiej wiążą się z trwającą od tysięcy lat działalnością człowieka. Rzeki płyną w obwałowaniach, często powyżej poziomu otaczającej niziny; konsekwencją są częste powodzie i znane zmiany koryta Huang He. Trwająca od tysiącleci uprawa ryżu na ziemiach sztucznie nawadnianych powoduje zmiany w składzie chemicznym gleby. W niektórych rejonach północnej części niziny, o suchszym klimacie, nieumiejętne nawadnianie spowodowało ujemne gospodarczo następstwa w postaci zasolenia gleb. Dominują urodzajne gleby aluwialne, które powstały z materiału naniesionego przez rzeki. Las zachował się tylko sporadycznie, przede wszystkim w rezerwatach. Nizina Chińska, będąca jednym z najstarszych ośrodków osadnictwa rolniczego w Azji, charakteryzuje się dużą gęstością zaludnienia.
Żyzne gleby aluwialne stały się podstawą intensywnego rozwoju rolnictwa na tym obszarze. Na Nizinie Chińskiej uprawia się pszenicę, herbatę, proso, sorgo, ryż, orzeszki ziemne, tytoń, kukurydzę, bawełnę i soję.
Występują pokłady węgla kamiennego, rud żelaza i ropy naftowej.